# Margu

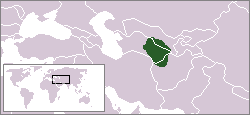
Margiana ca. 300 v.Chr.

Margu (Latijn: Margiana, uit het Grieks: Μαργιανή) was een historische regio en een satrapie van het Achaemenidische Rijk. Het centrum was de stad Merv in het huidige Turkmenistan.
In de Behistuninscriptie van ca. 515 v.Chr door Darius I wordt Frada, de vorst die een Bactrische opstand tegen de Achaemeniden verloor, vermeld als "van Margu". Het wordt in de inscriptie niet als een satrapie genoemd, omdat het is opgenomen in een grotere satrapie van het rijk. Het was gelegen in de vallei van de Margo, de huidige rivier Murghab die haar bronnen heeft in de bergen van Afghanistan, door het district Murghab in het moderne Afghanistan stroomt, waarna ze de oase van Merv in het moderne Turkmenistan bereikt. In het westen grensde het aan Hyrcanië, in het noorden aan de Oxus, in het oosten aan Bactrië en in het zuiden aan de satrapie Arië.